# Aloïs de Vrière
Aloïs Jacques Benoît de Vrière (Poperinge, 23 maart 1775 - Brugge, 15 juni 1847) was een Zuid-Nederlands edelman, ambtenaar en politicus.

## Biografie

### Familie
Aloïs de Vrière was een zoon van Pierre de Vrière (Bailleul, 1745 - Brugge, 1823), algemeen ontvanger van het Leiedepartement, en Carolina Werkyn.
Hij trouwde in 1800 in Brugge met Henriette Ysenbrant (1782-1830). Ze waren de ouders van baron Adolphe de Vrière en schoonouders van van jhr. Gustave Pecsteen.
In 1825 werd hij opgenomen in de erfelijke adel onder het Verenigd Koninkrijk der Nederlanden, met de titel baron, overdraagbaar bij eerstgeboorte. Hij werd tot lid benoemd van de Ridderschap van West-Vlaanderen.

### Loopbaan
Hij begon zijn ambtelijke loopbaan in de belastingdiensten en werd directeur van de directe belastingen, douane en accijnzen voor West-Vlaanderen.
Politiek begon hij door het voorzitterschap op zich te nemen van het Constitutioneel banket van 9 juli 1829, de eerste publieke manifestatie in Brugge van ongenoegen tegenover koning Willem I der Nederlanden. Het toont aan dat hij, als niet-politiek actieve burger, een aanzienlijk persoonlijk gezag uitoefende. 
In 1830, na de oprichting van het koninkrijk België, werd hij gemeenteraadslid van Brugge en bleef in deze raad zetelen tot aan zijn dood. Van 1830 tot 1835 was hij schepen. In 1836 werd hij ook verkozen in de nieuwe provincieraad en ook dit mandaat behield hij tot aan zijn dood. Hij behoorde er tot de gematigd-liberale opinie.
Andere activiteiten die hij uitoefende waren:
- lid van de Sint-Sebastiaansgilde (vanaf 181),
- bestuurder van het Bedelaarswerkhuis (1837),
- ondervoorzitter van de Concert de la Réunion (1840),
- voorzitter van de Société philharmonique de Bruges (1845).